# IFA H6B
Az IFA H6B az egykori Német Demokratikus Köztársaságban 1952 és 1959 között gyártott szóló autóbusz, amit az IFA H6 teherautó konstrukciós alapjaira fejlesztették ki. A megbízhatónak számító típus a 70-es évek elejéig volt mindennapos résztvevője a keletnémet tömegközlekedésnek.